# Evans Kangwa
Evans Dondo Kangwa (* 9. Oktober 1992 in Kasama) ist ein sambischer Fußballspieler.

## Karriere

### Verein
Kangwa spielte für das Fußballteam der Mbala High School. 2010 begann er im Erwachsenenbereich beim Nkana FC in der Zambian Premier League.
Mit seinem Wechsel zum israelischen Klub Hapoel Ra’anana begann er 2014 seine Karriere im Ausland fortzusetzen. Nach zwei Spielzeiten wurde er zur Saison 2016/17 vom türkischen Erstligisten Gaziantepspor verpflichtet. In der Folgesaison ging er nach Russland zu Arsenal Tula. Dem Verein gelang mit Kangwa 2019/2020 die erstmalige Qualifikation für einen europäischen Wettbewerb.

### Nationalmannschaft
Der Innenverteidiger wurde von Trainer Hervé Renard für die Afrikameisterschaft 2012 in die sambische Nationalmannschaft berufen. Kangwa spielt zudem in der U-20-Nationalmannschaft seines Heimatlandes und gewann beim COSAFA Under-20 Youth Championship den Goldenen Schuh.